# Wasserturm (Bad Soden)

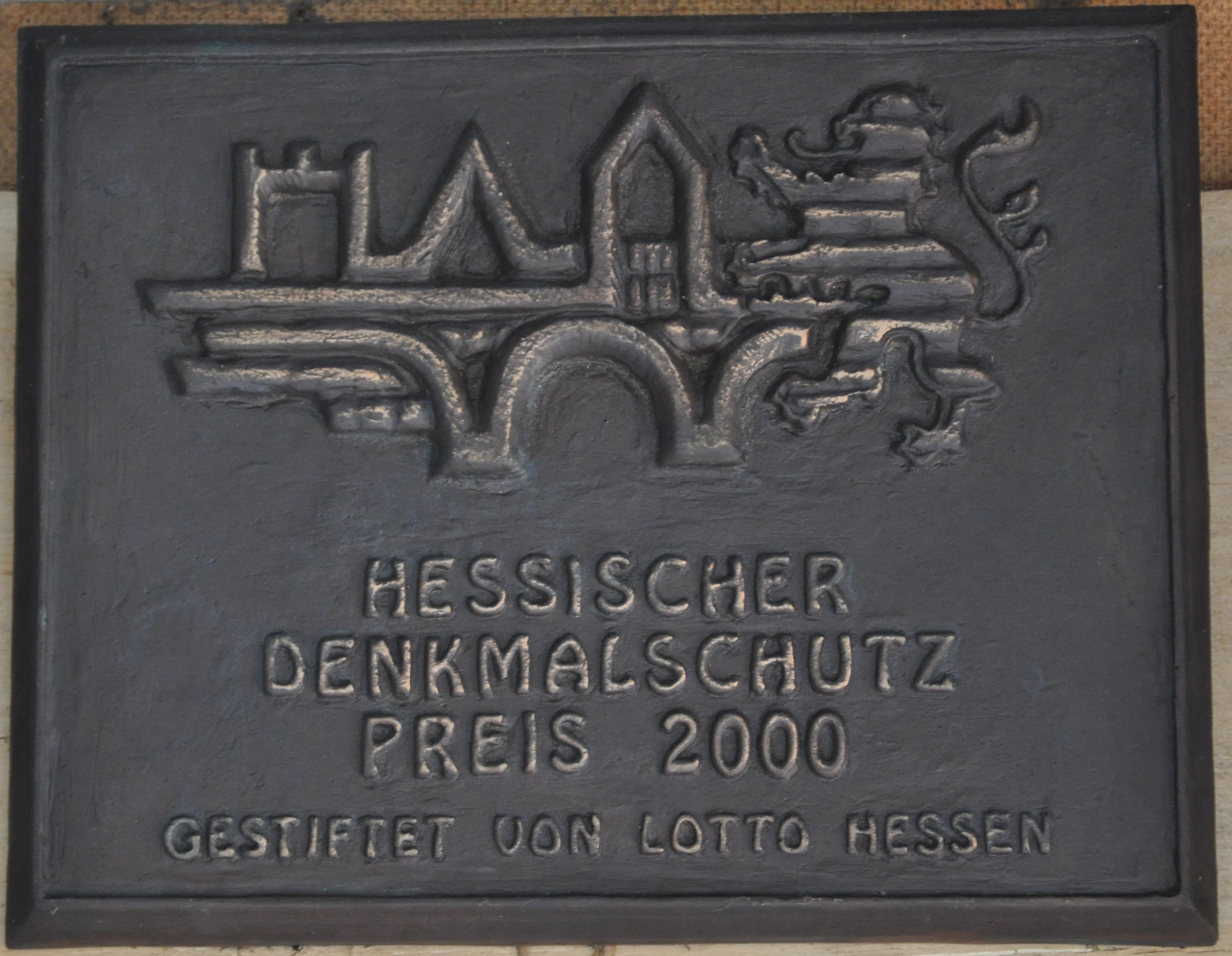
Hessischer Denkmalschutzpreis 2000

Der Wasserturm in Bad Soden am Taunus ist ein denkmalgeschütztes Bauwerk oberhalb der Stadt und wird heute als Aussichtsturm genutzt. Seine Sanierung wurde im Jahr 2000 mit dem hessischen Denkmalschutzpreis ausgezeichnet.

## Der Turm
Der Turm am Ortsausgang von Bad Soden an der Niederhofheimer Straße liegt auf einer Anhöhe auf 186 m ü. NHN. Er verfügt über eine Höhe von 21 Meter. An das runde Gebäude ist einseitig ein ebenfalls rundes Treppenhaus angebaut, in dem eine Wendeltreppe über 64 Stufen vorbei an dem Wasserbehälter aus Stahl in den einzigen Raum des Turms unterhalb des Dachs führt.
Der Wasserturm wurde im Jahr 1911 erbaut. Rund um den Turm bestand die Sinai-Gärtnerei. Da der Wasserdruck nicht zur Bewässerung der umfangreichen Anlagen der Gärtnerei ausreichte, wurde von dieser der Turm errichtet.

## Die Sanierung
Mit der Verbesserung der Pumptechnik und der Geschäftsaufgabe der Gärtnerei verlor der Turm seine Funktion. Der Turm verfiel zunehmend. Die Sanierung des Turms umfasste ein neues Dach sowie der Fassade. Die Sanierung wurde mit mehreren Auszeichnungen, darunter dem hessischen Denkmalschutzpreis gewürdigt. Die Sanierung wurde durch die Ortsgruppe des Naturschutzbundes Deutschland durchgeführt, die mehr als 3000 Arbeitsstunden investierte. Eine Reihe von bedrohten Arten, wie Schleiereulen, Turmfalken, Mauersegler oder Fledermäusen finden Nistgelegenheiten im Turm.
Die Turmstube mit ihrem offenen Gebälk wird als Ausstellungsraum für naturkundliche Themen und als Aussichtspunkt genutzt.